# (1727) Mette
(1727) Mette – planetoida z grupy przecinających orbitę Marsa okrążająca Słońce w ciągu 2 lat i 192 dni w średniej odległości 1,85 au. Została odkryta 25 stycznia 1965 roku w obserwatorium w Bloemfontein przez Davida Andrewsa. Nazwa planetoidy pochodzi od imienia żony odkrywcy. Przed nadaniem nazwy planetoida nosiła oznaczenie tymczasowe (1727) 1965 BA.